# Scheloribates tubuaiensis
Scheloribates tubuaiensis är en kvalsterart som beskrevs av Sellnick 1959. Scheloribates tubuaiensis ingår i släktet Scheloribates och familjen Scheloribatidae. Inga underarter finns listade i Catalogue of Life.